# Curtis Myden
Curtis Myden est un nageur canadien né le 31 décembre 1973 à Calgary.

## Biographie
Curtis Myden dispute l'épreuve du 200 m 4 nages et du 400 m 4 nages aux Jeux olympiques d'été de 1996 d'Atlanta et remporte la médaille bronze pour ces deux épreuves. Lors des Jeux olympiques d'été de 2000 à Sydney, il remporte également la médaille de bronze dans l'épreuve du 400 m 4 nages.